# Allier (folyó)
Az Allier folyó Franciaország területén, a Loire leghosszabb mellékfolyója.

## Földrajzi adatok
A folyó Languedoc-Roussillonban, a Francia-középhegységben ered 1440 méter magasan, és Nevers várostól 10 km-re nyugatra ömlik be a Loire-ba.  A hossza 420,7 km, közepes vízhozama 147 m³ másodpercenként. A vízgyűjtő terület nagysága 14 350 km².
Mellékfolyói a Alagnon, Anse, Dore és a Sioule.

## Megyék és városok a folyó mentén
- Lozère: Langogne
- Ardéche
- Haute-Loire: Brioude, Langeac
- Puy-de-Dôme: Brassac-les-Mines, Auzat-la-Combelle, Issoire, Cournon-d’Auvergne, Pont-du-Château
- Allier: Vichy, Varennes-sur-Allier, Moulins
- Nièvre
- Cher

## Mellékfolyók
- Langouyrou (bal oldal)
- Chapeauroux (bal oldal)
  - Grandrieu (bal oldal)
  - Clamouze (jobb oldal)
- Ance du Sud (bal oldal)
  - Panis
  - Virlangebal oldal
- Seuge (bal oldal)
- Desges (bal oldal)
- Cronce (bal oldal)
- Senouire (jobb oldal)
  - Doulon (jobb oldal)
  - Lidenne (bal oldal)
- Alagnon (bal oldal)
  - Lagnon (jobb oldal)
  - Allanche (bal oldal)
  - Arcueil (jobb oldal)
  - Sianne (bal oldal)
  - Alagnonnette (jobb oldal)
- Couze d'Ardes
- Couze Pavin (bal oldal)
- Couze Chambon (bal oldal)
- Veyre (bal oldal)
- Auzon (bal oldal)
- Joron (jobb oldal)
- Morge (bal oldal)
- Dore (jobb oldal)
  - Dolore (bal oldal)
  - Faye (jobb oldal)
  - Couzon (jobb oldal)
  - Durolle (jobb oldal)
- Sichon (jobb oldal)
  - Jolan (jobb oldal)
- Mourgon (jobb oldal)
- Valençon (jobb oldal)
- Andelot
- Sioule (bal oldal)
  - Sioulet (bal oldal)
    - Saunade (bal oldal)

  - Bouble (bal oldal)
    - Boublon (jobb oldal)
- Luzeray (jobb oldal)
- Queune (bal oldal)
- Burge (bal oldal)
- Bieudre (bal oldal)

## Képek

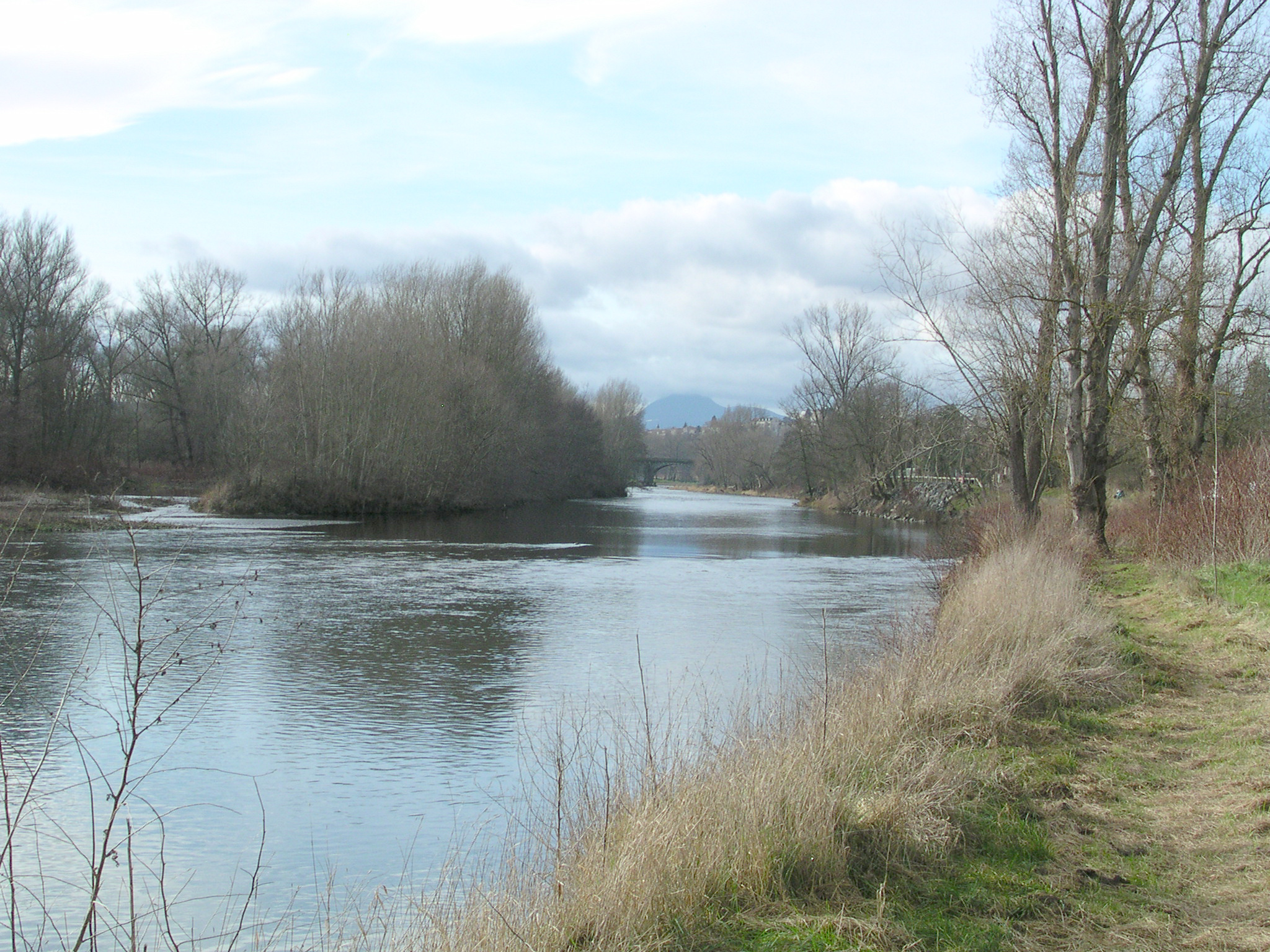
A folyó Pont-du-Chateau-nál
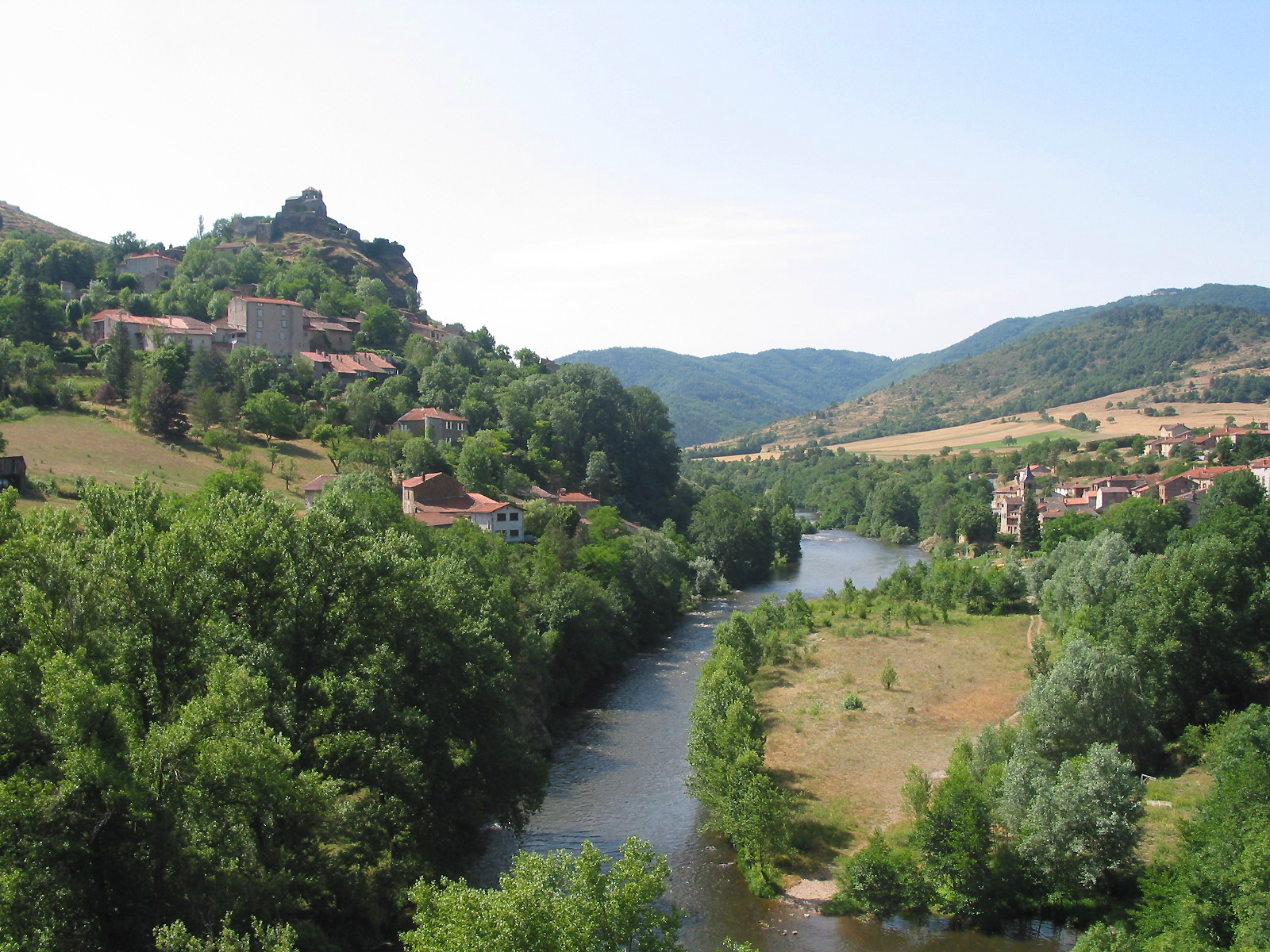
St-Ilpize et Villeneuve-d'Allier között
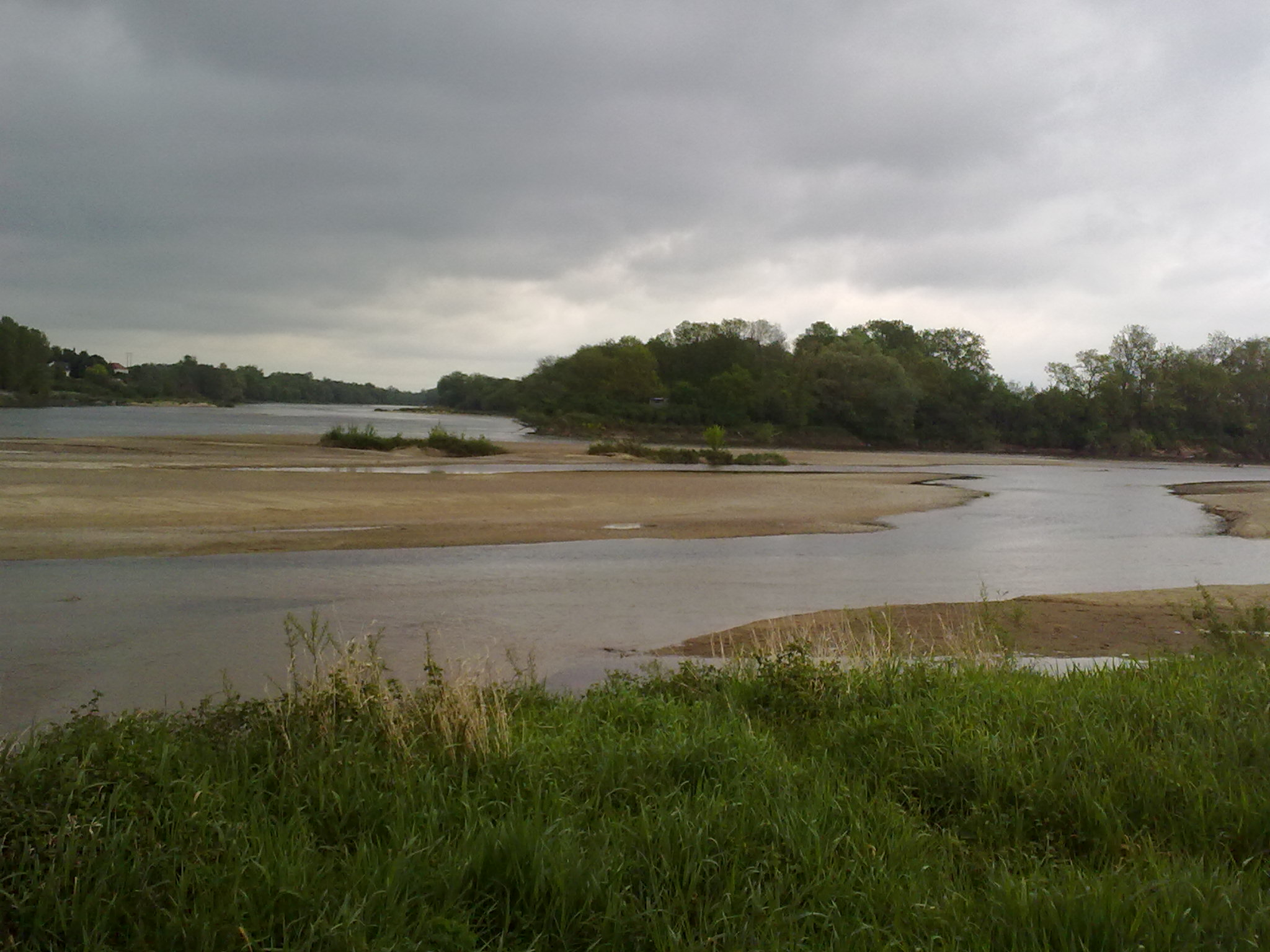
A folyó torkolata a Loire-ba
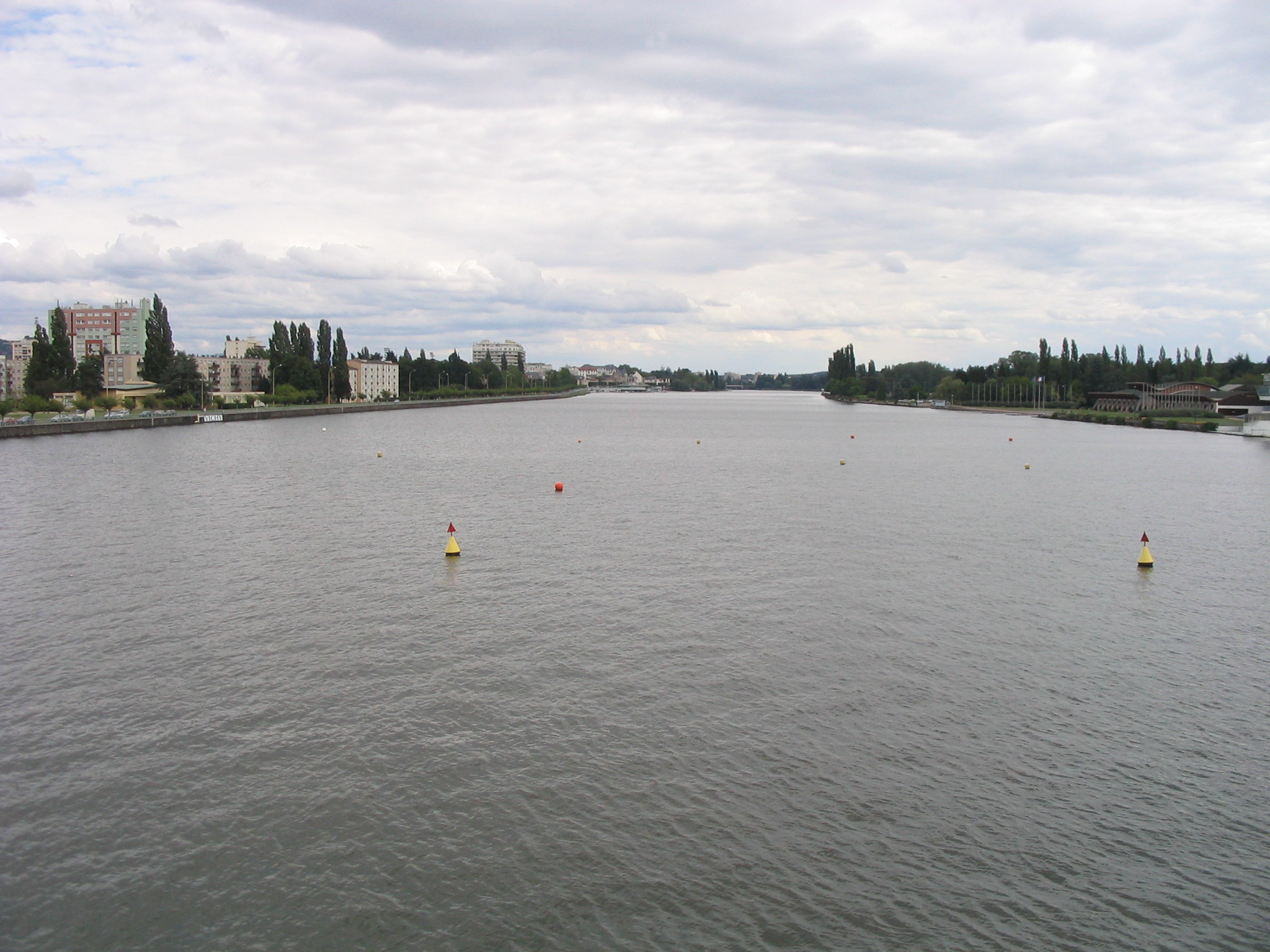
A folyó Vichynél